# نبرد کنیدوس
نبرد کنیدوس (یونانی: Ναυμαχία της Κνίδου) یک عملیات نظامی بود که در سال ۳۹۴ پیش از میلاد توسط شاهنشاهی هخامنشی علیه ناوگان دریایی اسپارت در طول نبرد کورنت انجام شد. یک ناوگان تحت فرماندهی مشترک فارناباز دوم و دریاسالار سابق آتن، کونون، ناوگان اسپارت را به رهبری پیساندر که کم‌تجربه نابود کرد و با این عملیات، برتری کوتاه‌مدت نیروی دریایی اسپارت پایان یافت.
نتیجه نبرد تقویت روحیه قابل ملاحظه‌ای برای ائتلاف ضد اسپارت بود که در جریان نبرد کورنتیان در مقابل هژمونی اسپارت مقاومت کرد.

## مقدمه
در سال ۳۹۴ پیش از میلاد، اگسیلائوس دوم پادشاه اسپارت و ارتش او از ایونیا به سرزمین اصلی یونان فراخوانده شدند تا به نبرد کورنتیان کمک کنند. ناوگان اسپارت، تحت فرماندهی پیساندر، نیز بازگشت به یونان را آغاز کرد و با هشتاد و پنج ترایریم از بندر خود در کنیدوس خارج شد.
ناوگروه پیشرو «یونانی» که فقط به دلیل متشکل بودن از مزدوران یونانی به این نام خوانده می‌شود و ناوگان هخامنشی توسط کونون فرماندهی می‌شد، در حالی که فارناباز دوم ساتراپ ایرانی رهبری بدنه اصلی نیروها شامل ناوگان فنیقی را از گالیپولی برای جنگ با اسپارت‌ها به حرکت درآورد. هر دو ناوگان در نزدیکی کنیدوس به هم رسیدند. طبق گفته ایسوکراتس اواگوراس پادشاه قبرس بیشترین بخش نیروهای تحت فرماندهی کونون را برای نبرد دریایی با کنیدوس به خدمت گرفت.

## نبرد
منابع برای وقایع نبرد خود مبهم هستند. به نظر می‌رسد که ناوگان اسپارت با کشتی‌های پیشرو ناوگان هخامنشی تحت رهبری کونون روبرو شده و آنها را با موفقیت درگیر کرده‌است. سپس قسمت اصلی ناوگان ایرانی وارد شد و اسپارتی‌ها را به ستوه آورد و آنها را مجبور کرد از کشتی‌های خود عقب‌نشینی کنند. اسپارت‌ها تلفات سنگینی متحمل شدند. به گفته دیودور سیسیلی، پنجاه کشتی از ترایریمهای اسپارت‌ها توسط پارسیان به غنیمت گرفته شدند در حالی که سه ترایریم باقیمانده به سلامت به کنیدوس بازگشتند. پیساندر عقب‌نشینی را برای اسپارت ننگین می‌دانست و سرانجام هنگام جنگ برای دفاع از کشتی خود کشته شد.

## نتیجه
این نبرد به تلاش اسپارت‌ها برای تأسیس امپراتوری دریایی پایان داد. اسپارت دیگر هرگز در دریا به اقدامات نظامی عمده‌ای نپرداخت و طی چند سال آتن جایگاه خود را به عنوان قدرت برجسته دریایی یونان پس گرفت.
پس از پیروزی، کونون برای تحت فشار قرار دادن اسپارت به همراه فارناباز دوم به ساحل پلوپونز حمله کرد و سپس با ناوگان خود به آتن رفت و در آنجا بر بازسازی دیوارهای طولانی نظارت کرد که در پایان جنگ پلوپونزی تخریب شده بود. به گفته پاوسانیاس، کونون پیروزی را با ساخت عبادتگاهی برای افرودیت (الهه حامی کنیدوس و خدای کلیدی برای فنیقی‌ها) در پیرئاس گرامی داشت.
با از بین رفتن اسپارت از صحنه، پارس‌ها دوباره تسلط خود را بر ایونیا و مناطقی از اژه برقرار کردند. صلح آنتالکیداس در سال ۳۸۷ پیش از میلاد به‌طور رسمی کنترل این مناطق را به ایران واگذار کرد. این صلح تا ظهور اسکندر مقدونی در نیم قرن بعد ادامه داشت.